# Gheorghe Macovei
Gheorghe Macovei (n. 25 septembrie 1880, Tansa, Iași – d. 31 mai 1969, București) a fost un geolog român, membru titular (1939) al Academiei Române. A efectuat studii asupra formațiilor cretacice, zăcămintelor de petrol din România, geologiei Dobrogei de sud și a Carpaților Orientali. Om de știință emerit.

## Decorații
- Semnul Onorific „Răsplata Muncii pentru 25 ani în Serviciul Statului” (13 octombrie 1941)[1]
- Medalia „A cincea aniversare a Republicii Populare Române” (24 decembrie 1952) „pentru lupta și munca duse în vederea făuririi, consolidării și prosperării Republicii Populare Române”[2]
- Ordinul Muncii clasa I (27 septembrie 1955) „pentru îndelungată activitate științifică și didactică și cu prilejul împlinirii a 75 ani”[3]
- Ordinul „23 August” clasa a III-a (12 august 1959) „pentru merite deosebite în opera de construire a socialismului”[4]
- titlul de Om de Știință Emerit al Republicii Populare Romîne (18 august 1964) „pentru merite deosebite în activitatea științifică”[5]
- Ordinul „Meritul Științific” clasa I (26 septembrie 1966) „pentru merite deosebite în activitatea științifică, cu prilejul Centenarului Academiei Republicii Socialiste România”[6]